# Paweł Cieślik
Paweł Cieślik (12 de abril de 1986) es un ciclista polaco que fue profesional entre 2009 y 2022.

## Palmarés
2011
- 1 etapa del Tour de Eslovaquia

2012
- 1 etapa del Tour de Malopolska
- 1 etapa del Bałtyk-Karkonosze Tour

2013
- 1 etapa del Bałtyk-Karkonosze Tour

2014
- 1 etapa de la Oberösterreichrundfahrt
- Gran Premio Kralovehradeckeho kraje

2019
- 2.º en el Campeonato de Polonia en Ruta